# 홍콩 중문 대학
홍콩 중문 대학(중국어 정체자: 香港中文大學, 영어: The Chinese University of Hong Kong, CUHK)은 홍콩 산가이 사틴에 위치한 공립 연구 대학으로, 홍콩에서 두 번째로 오래된 고등 교육기관이다.
홍콩 중문 대학은 기존에 홍콩에 있었던 충치 학원(崇基學院)과 신아 서원(新亞書院), 연합 서원(聯合書院)이 합쳐지면서 생겼다. 현재 홍콩 중문 대학은 9개의 단과대학과 8개의 학부로 이루어져 있으며 홍콩의 유일한 연합 대학이다.

## 역사

### 기원

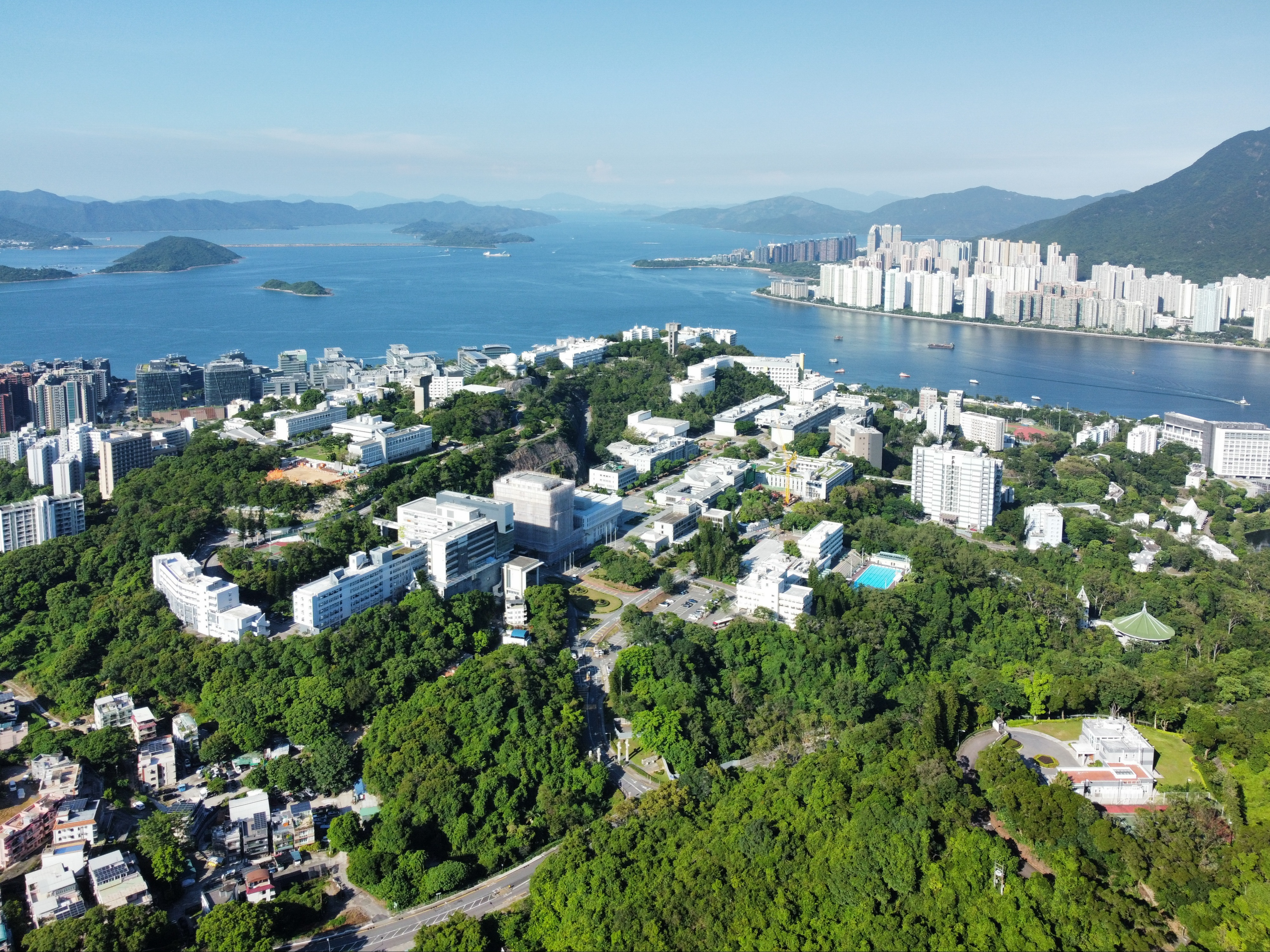
홍콩 중국 대학은 언덕 위에 지어졌습니다

홍콩 중문 대학의 역사는 1963년에 세 곳의 대학이 연합체를 이루며 시작됐다. 세 대학 가운데 하나인 신아 서원은 1949년에 중국 대륙의 제2차 국공 내전을 피해 온 반공 유학자들이 세웠다. 신아 서원의 교육 체계는 주로 중국의 유산과 사회 문제들을 다루었다. 초창기에 신아 서원은 많은 변화를 겪었으며 가우룽반도 안에서 캠퍼스를 자주 옮겼다. 교수들은 종종 중국 대륙에서 피난을 온 사람들이었으며 재정적인 어려움을 겪었다. 1956년에는 미국 포드 재단의 지원을 받아 새 캠퍼스로 자리를 옮겼다.
중국 대륙이 공산화되고 1950년에 한국 전쟁이 일어나자 중화인민공화국의 모든 기독교 학교들은 문을 닫았다. 홍콩의 개신교 교회들은 중국 대륙의 교회와 학교에서의 신학 교육을 이어나가고자 1951년에 충치 대학을 세웠다. 충치 대학은 1956년에 사틴 구의 현재 위치로 자리를 옮겼다. 홍콩 중문 대학이 세워지기 1년 전인 1962년까지 충치 대학에는 10개의 학부에 531명의 학생들과 40명의 정교수들이 있었다.
연합 서원은 1956년에 광둥성에 있었던 다섯 개의 사립 대학들이 합쳐지면서 세워졌다. 케인 가(Caine Road)에 있었던 연합 서원의 캠퍼스에는 600여 명이 넘는 학생들이 있었다.
이 세 대학들은 홍콩의 중국 학생들이 받을 수 있었던 고등 교육 기회의 빈틈을 메워주었다. 1949년 전에 이 학생들은 중국 대륙의 대학에 갈 수 있었으나 중국 대륙에서의 격변 때문에 기회가 줄어들었고, 영어에 능숙해 홍콩의 유일한 대학이었던 홍콩 대학에 갈 수 있었던 학생들을 제외한 다른 학생들은 공부를 계속 할 수 없었다. 1957년에 충치 학원과 신아 서원, 연합 서원은 중문 대학 공동 협의회를 세우기로 했다.

### 설립

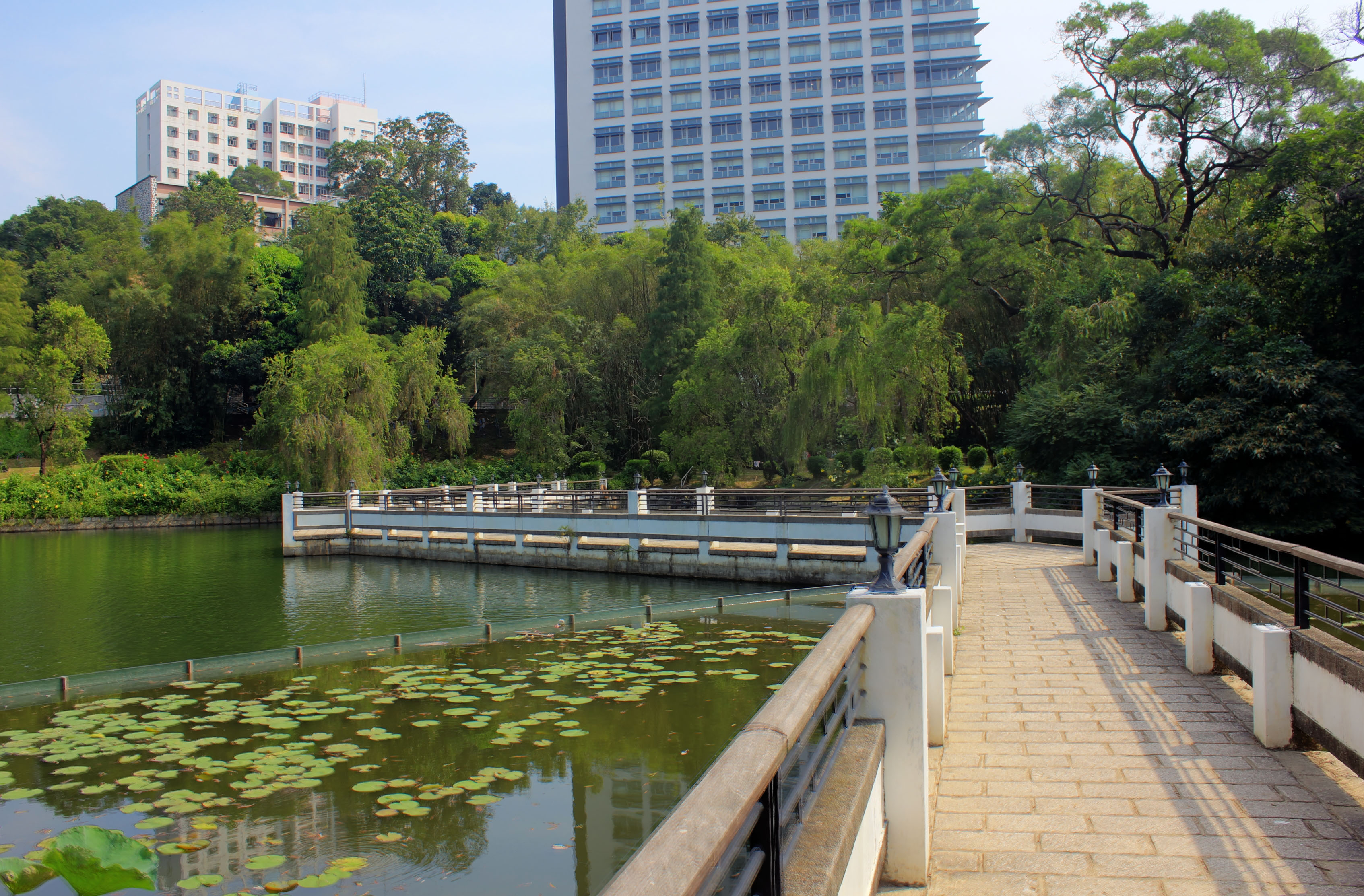
홍콩 중문 대학의 호수

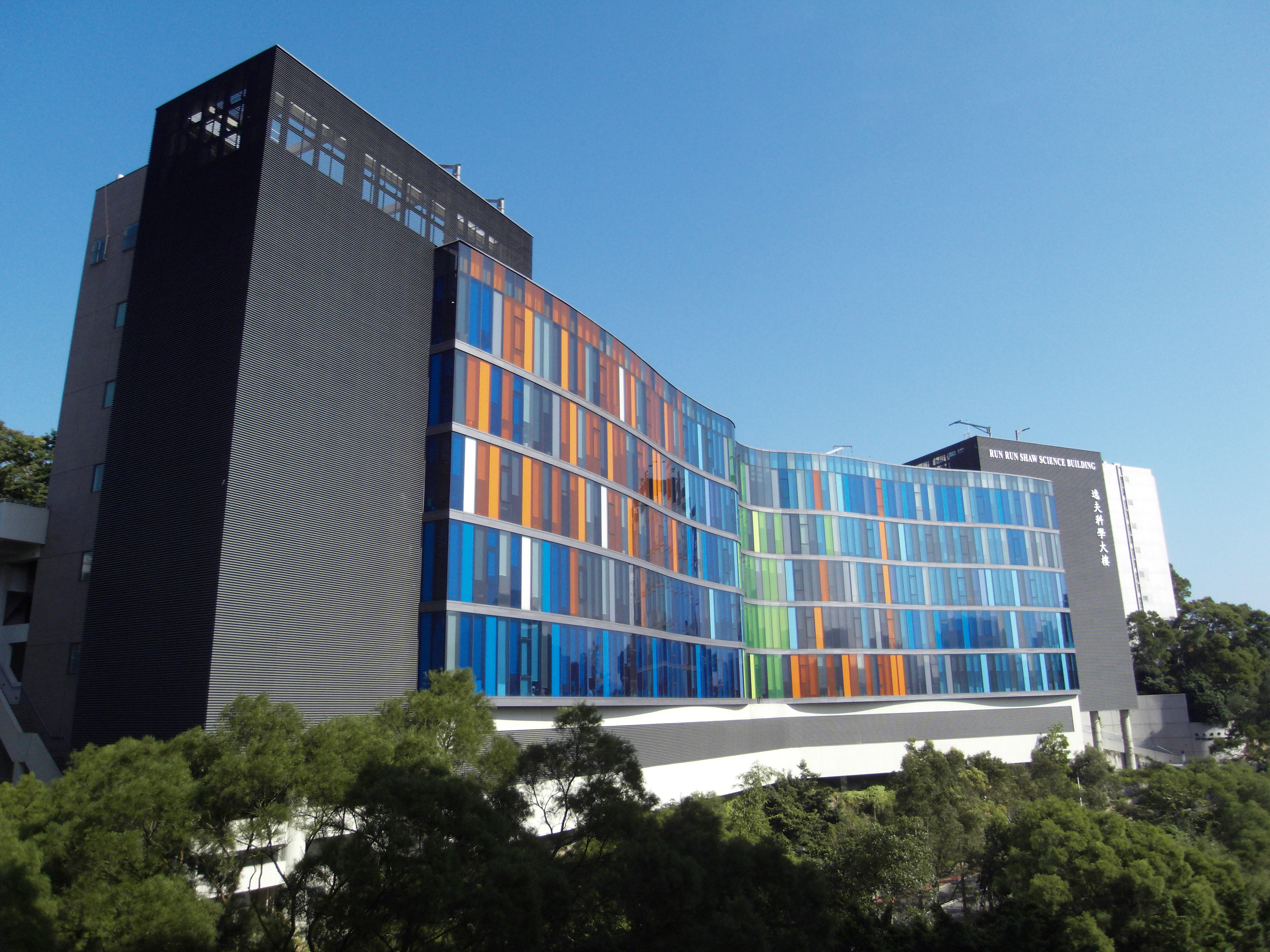
과학 센터

1959년 6월에 홍콩 정부는 중국어로 가르치는 새 대학을 세우려 했다. 같은 해에 충치 학원과 신아 서원, 연합 서원을 공식적으로 인정하고 정부 기금을 제공하고자 고등교육대학조례가 발표됐다. 조례는 1960년 5월 19일에 제정됐다.
1961년 6월에는 정부에게 새로운 대학을 세울 곳을 조언해 주고자 중문대학준비위원회(中文大學籌備委員會)가 세워졌다. 1962년 5월에는 정부의 지원을 받고 있는 세 대학들이 새로운 대학을 구성할 수 있을지 적합성을 평가하기 위해 풀턴 위원회가 세워졌다. 풀턴 위원회의 위원장이자 새로 세워진 영국 서식스 대학교의 부총장인 존 풀턴은 홍콩을 방문하고 세 개의 대학으로 이루어진 연방 대학을 세울 것을 추천하는 임시 보고서를 작성했다.
풀턴 위원회의 보고서는 1963년 6월에 홍콩 입법회로 넘어갔고 9월에 홍콩중문대학조례가 통과됐다. 1963년 10월 17일 홍콩 대회당에서 공식적으로 개교를 발표했으며, 초대 학장으로 홍콩의 총독인 로버트 블랙 경이 올랐다. 개교 당시에는 인문학부와 과학부, 사회과학부가 있었다. 충치 학원이 있던 자리에 새로운 시설과 신아 서원 및 연합 서원을 입주시키기 위해 새 건물을 짓기 시작했다.

### 1963년 ~ 오늘날

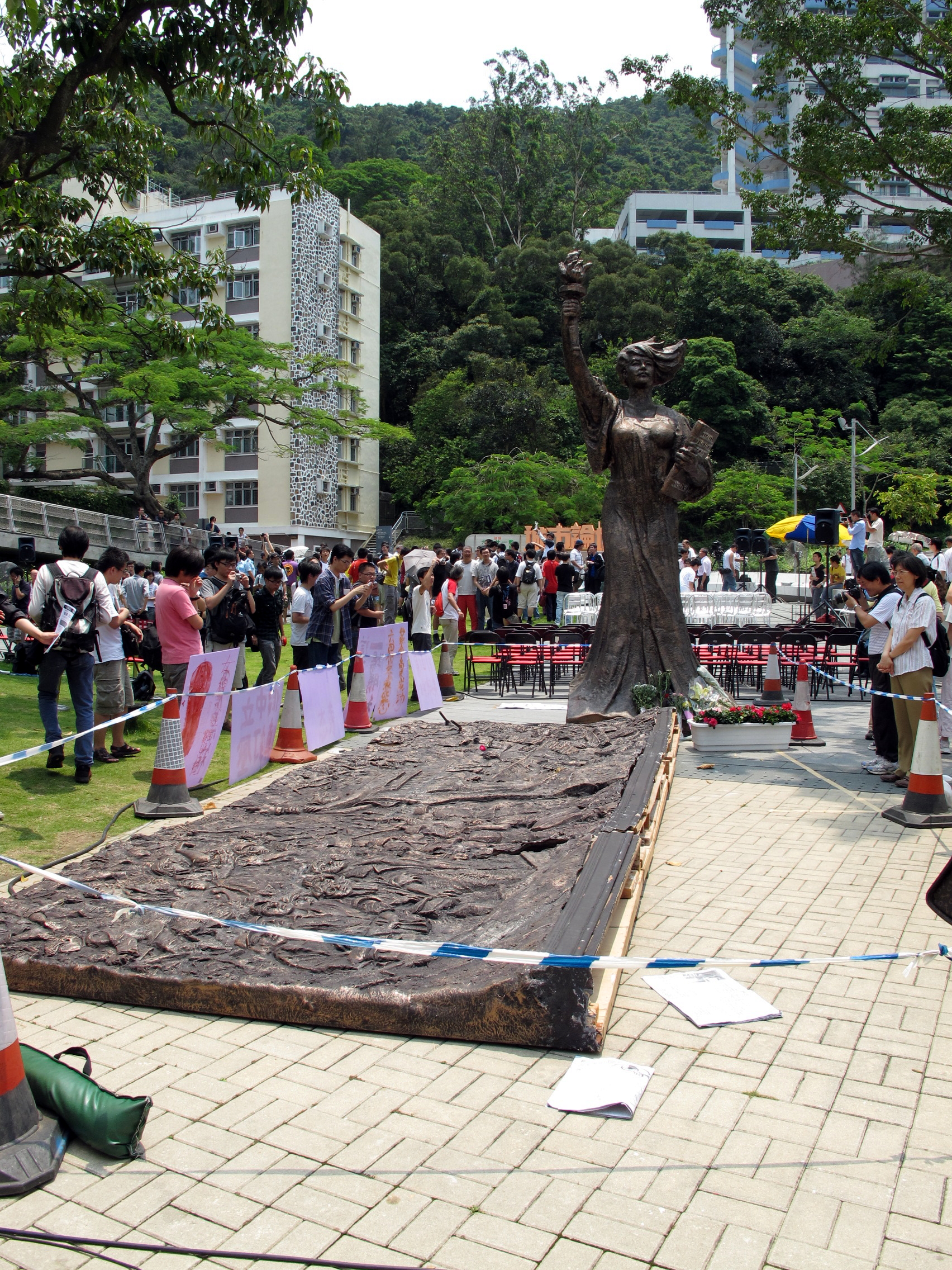
민주주의 여신상

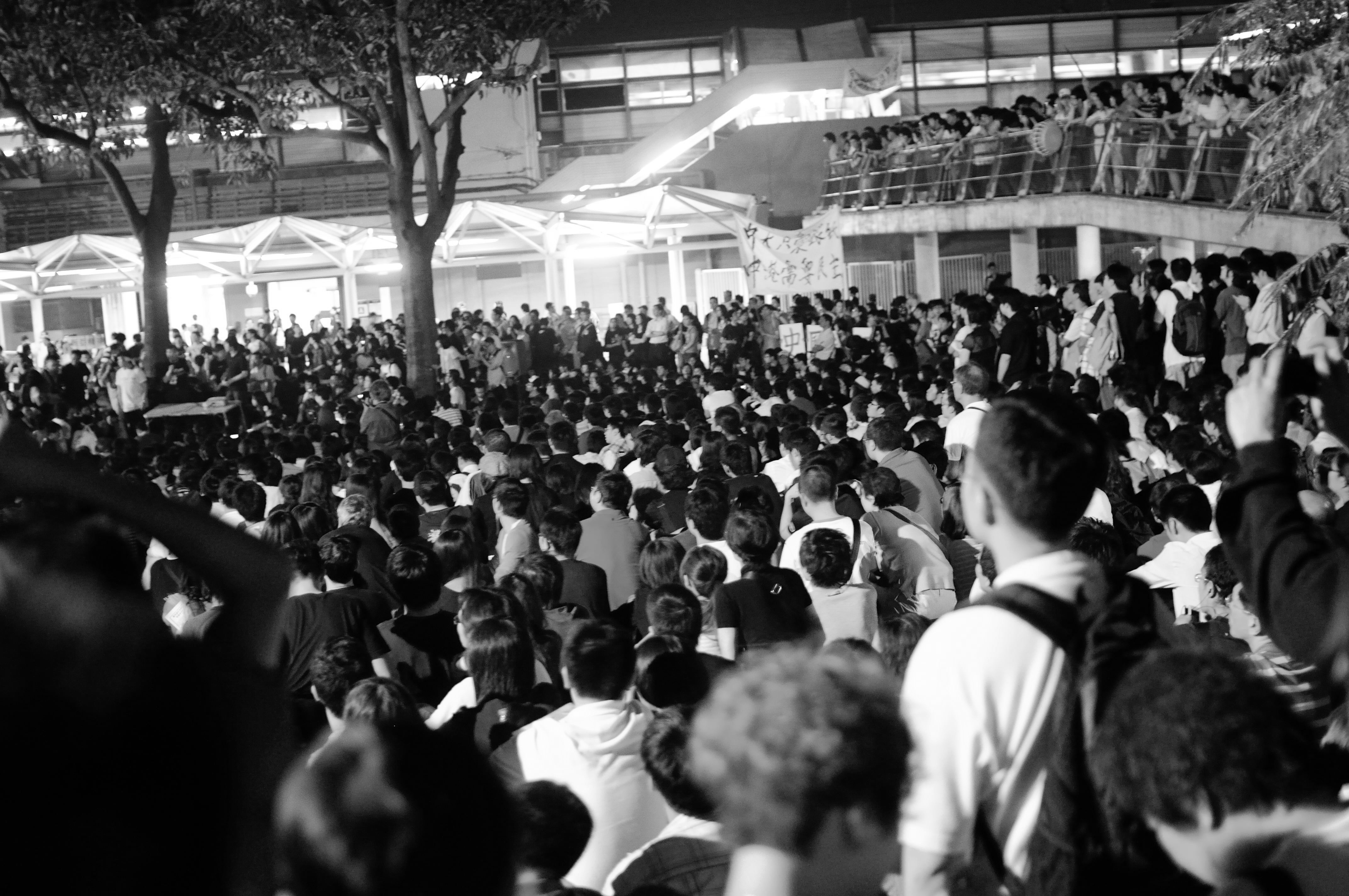
공개 회의에 참석한 학생들

1960년대에 걸쳐 새로운 캠퍼스가 지어졌다. 1970년대 초반에 신아 서원과 연합 서원은 캠퍼스 부지의 고지대로 자리를 옮겼다.
1970년대에 대학의 성장을 평가하고 미래를 향한 계획을 세우고자 대학의 구성을 재검토하는 움직임이 일어났다. 1975년에 홍콩 중문 대학의 총장은 대학의 구성을 재검토하고자 외부 위원장으로 다시 존 풀턴 경을 임명했다. 위원회는 5일에 걸쳐 관계자들로부터 의견을 모았다. 위원회는 학사 정책과 재정, 학생들의 입학, 직원 채용, 교과 과정, 시험, 학위 수여 등을 대학 행정처의 관할 아래로 두는 방안을 추천하는 두 번째 풀턴 보고서를 작성했다. 건물의 유지 및 보수 역시 건물을 소유하고 있는 단과대학과 관계 없이 대학 본부가 책임지게 됐다. 또한 각 단과대학들 사이에서 활동이 겹치는 것을 줄이고자 행정 합리화를 제시했다.
이로 인해 대학의 구성이 단일 대학과 비슷하게 대체되려 했는데, 이는 단과대학들 사이에서 논란이 있었다. 신아 서원의 이사회는 이 방안이 대학 체계를 무너뜨리고 대학은 빈 껍데기만 남을 것이라며 풀턴 보고서의 추천 내용을 거절했다. 오랫동안 충치 학원의 이사였던 데니 황은 중앙집권화를 비판했고 단과대학의 역할이 그저 부지를 관리하는 것으로 줄어들 것이라고 했다. 풀턴 보고서의 추천 내용은 1976년에 홍콩중문대학법에 포함됐고, 1976년 12월부터 풀턴 보고서의 추천 내용들에 따른 변화가 이루어졌다.
설립 당시의 구성 단과대학이 아니었던 단과대학 가운데 최초의 단과대학인 쇼 서원(逸夫書院)은 1985년 5월에 단과대학 설립을 위해 5억 홍콩 달러를 기부한 홍콩의 기업가인 런런 쇼 경을 기리고자 이름을 붙였다. 네 번째 단과대학인 쇼 서원은 1990년 3월에 런런 쇼와 홍콩의 총독인 데이비드 윌슨이 공식적으로 문을 열었다.
1990년대에는 다시 많은 건물들이 세워졌다. 원래 충치 학원의 건물이자 행정동이었던 건물을 없애고 더 큰 현대식 건물이 10여년 동안 몇 단계를 거쳐 세워졌다. 1994년에는 새 공학부 건물이 세워졌으며 학교의 체계가 영국식 3년제 학사 학위 체제로 바뀌었다.
2000년대 들어 홍콩 중문 대학은 334 학제에 따라 학생들이 늘어나자 확장기를 가졌다. 2006년에 새 단과대학인 신흥 서원(晨興書院)과 S.H. 호 서원(善衡書院)이 세워졌고 2007년에는 CW 추 서원(敬文書院)과 우이순 서원(伍宜孫書院), 리우싱 서원(和聲書院)이 세워졌다.
2010년 5월 29일에는 홍콩 중문 대학 학생회가 캠퍼스 안에 '민주주의 여신상'을 세우려 했고, 6월 1일에는 민주주의 여신상 설립 요청을 다루고자 로렌스 라우 당시 부총장 주최로 행정계획위원회가 긴급회의를 열었다. 대학의 정치적 중립 유지를 이유로 설립 요청은 거절됐으나 학생들과 직원들은 이에 반대했다. 학생 회의가 소집됐고 학생회장 에릭 라이는 예술품 설치를 반대한 학교 임원들은 이와 관련해 사과해야 한다고 말했다. 6월 4일 학교 측은 이를 받아들이고 민주주의 여신상의 설치를 허가했다.

## 대학 체제
홍콩 중문 대학은 연합 대학으로 특징과 역사가 다른 9개의 단과대학(college)으로 이루어져 있으며, 각 단과대학은 상당한 자치권을 갖고 있다. 모든 학부생들은 충치 학원과 신아 서원, 연합 서원, 쇼 서원, 신흥 서원, S.H. 호 서원, 리우싱 서원, 우이순 서원, CW 추 서원 가운데 한 곳에 부속된다.
각 단과대학은 기숙사와 식당 등의 시설을 갖추고 있다. 학생들은 교수 및 동료 사이의 긴밀한 상호작용을 통한 공식 및 비공식 교육과 같은 학생지도와 전인교육을 받는다. 또한 단과대학들은 학생들 사이의 유대감 발달을 위해 교과외 사회활동 및 체육활동을 장려한다. 이는 학생 중심 교육에 집중하며, 홍콩의 다른 대학들과는 차별화된 모습을 보인다.

## 연구
예일-중국 중국어 연구원(Yale-China Chinese Language Centre)은 1963년에 신아 서원과 예일-중국 협회의 공동 주최로 세워졌다. 예일-중국 중국어 연구원은 1974년에 홍콩 중문 대학의 한 부분이 됐으며 표준 중국어와 광둥어 교육을 맡고 있다.
또한 홍콩 중문 대학은 언어학 및 현대언어학부의 한 부분으로 유아 이중언어 연구원(Childhood Bilingualism Research Centre)을 운영하고 있다. 유아 이중언어 연구원은 홍콩 어린이들의 이중언어 및 삼중언어 발달에 관한 경각심을 불러일으키고, 어린이들이 유아기에 얻은 이중언어의 능숙함을 판단하며, 이중언어를 쓰는 어린이들의 발달을 기록하는 등의 연구를 진행하고, 다중언어 교육의 맥락에서 소수 언어의 활성화를 연구하고 지원한다.

## 통계
홍콩 중문 대학은 다양한 대학 순위에서 홍콩의 상위 3대 대학 안에 들고 있다. 세계 대학 학술 순위에서는 2006년과 2010년, 2011년, 2013년, 2016년, 2017년 순위에서 홍콩의 대학 가운데 단독 1위를 차지했다. QS 세계 대학 순위에서 2025년 세계 36위 및 아시아 6위를 기록했다.
홍콩 중문 대학 경영대학원은 2012년 파이낸셜 타임스 EMBA 순위에서 17위를 차지했으며 경영학 석사 교육 제도는 2012년 이코노미스트 순위에서 94위를 기록했다. 홍콩 중문 대학의 의과대학은 2016년 QS 세계 대학 순위에서 47위를 기록했다.

## 학부
인문학부(Faculty of Arts)
- 인류학부
- 중국어문학부
- 종교 및 문화학부
- 영문학부
- 순수예술학부
- 역사학부
- 일본학부
- 언어학 및 현대언어학부
- 음악학부
- 철학부
- 번역학부

경영학부(Faculty of Business Administration)
- 회계학부
- 결정학 및 관리경제학부
- 금융학부
- 호텔관광경영학부
- 경영학부
- 마케팅학부

교육학부(Faculty of Education)
- 교육과정 및 지도학부
- 교육행정 및 정책학부
- 교육심리학부
- 운동과학 및 체육교육학부

공학부(Faculty of Engineering)
- 의생물공학부
- 컴퓨터공학부
- 전기전자공학부
- 정보공학부
- 기계공학부
- 시스템공학부
- 에너지환경공학부

법학부(Faculty of Law)
- 법학부

의학부(Faculty of Medicine)
- 마취 및 집중치료과
- 해부 및 세포병리과
- 의생명과학원
- 화학병리과
- 중국의학원
- 임상종양과
- 이미징 및 인터벤션 영상의학과
- 약학 및 치료과
- 미생물과
- 네더솔 간호학부
- 산부인과
- 안과
- 정형외과 및 외상학과
- 이비인후과
- 소아과
- 약학원
- 정신의학과
- 공중보건 및 1차의료학원
- 외과

자연과학부(Faculty of Science)
- 화학부
- 생활과학부
- 수학부
- 물리학부
- 통계학부

사회과학부(Faculty of Social Science)
- 건축학부
- 경제학부
- 지리학 및 자원관리학부
- 정부행정학부
- 언론학원
- 심리학부
- 사회복지학부
- 사회학부